# 阿波美王宫
阿波美王宫（法語：Palais royaux d'Abomey）是达荷美王国在1625年至1900年间11位君主的王宫，位于贝宁阿波美，由12座宫殿组成，占地47.6公顷。达荷美王国由丰人于1625年建立，该王国的历代君王都有修筑自己的王宫，在王国鼎盛时期，这些宫殿可容纳多达8,000人。国王的宫殿包括一座被称为“贝壳屋”或“阿库埃胡”的两层建筑。
阿波美王宫曾在1984年的飓风中遭到破坏，后于1985年由联合国教科文组织列为濒危世界文化遗产，直到2007年7月从濒危世界遗产名录中移除。

## 历史
根据民间传说，达荷美王國起源于多哥，其创立者达科多努是塔多公主阿利博农与一只黑豹的后代，17世纪20年代，他在阿波美高原建立达荷美王国，而阿波美第一座王宫即由其继承者胡埃格巴贾国王主持修建。此后，达荷美历代国王都有修筑自己的王宫。在阿加贾国王在位期间，达荷美相继击败阿拉达王国與維達王國，领土直达几内亚湾，並开始透过維達與欧洲人展开奴隶贸易，战俘皆被当作奴隶賣往美洲:68-79:63-64。1818年，盖佐发动政变，废黜胞兄阿丹多赞，自立为达荷美国王，王宫也在政变期间一度遭到破坏:174-175。
19世纪中后期，达荷美王国受到法国的觊觎，第二次法國—達荷美戰爭期间，达荷美国王貝漢津下令烧毁阿波美，在大火後，只有盖佐與盖莱莱二王的宫殿的得以保留，之后，法国占领了阿波美，王宫與王陵被洗劫一空，而貝漢津则在1894年被法国擒获，放逐海外，随着法国於1900年废黜末代达荷美国王阿戈利-阿博，阿波美王宫作为国王居所的历史结束。由于年久失修，盖佐與盖莱莱的两座王宫也日益朽坏，直到1911年，法国人才开始修复这些王宫，並成功说服王室酋长和成员
将散落在宫殿內的文物永久展出于盖佐国王的宫殿內，为日后建立博物馆奠定了基础。1943年，法属西非殖民政府在王宫建立阿波美历史博物馆。
1984年3月15日，阿波美遭受飓风袭击，王宫建筑遭到破坏，与此同时，因周遭自然环境恶化，联合国教科文组织遂于1985年将阿波美王宫列为濒危世界文化遗产。
该世界遗产被认为满足世界遺產登錄基準中的以下基準而予以登錄：
- （iii）呈现有关现存或者已经消失的文化传统、文明的独特或稀有之证据。
- （iv）关于呈现人类历史重要阶段的建筑类型，或者建筑及技术的组合，或者景观上的卓越典范。[1]

后来，貝南在非洲博物馆保护组织、国际文物保护与修复研究中心、世界遗产基金、美国盖蒂研究所主持的协助下，修复和翻新了这些王宫，联合国教科文组织亦于2007年7月将王宫从濒危世界遗产名录中移除。

## 建築與館藏
阿波美王宫位于貝南祖省的阿波美市区，在该国第一大城市兼经济首都科托努西北约120公里处，宫殿为4.5公里的红土围墙所包围，高约5.6公尺，现存建筑主要由盖佐、格莱莱的王宫组成，进入博物馆大门後即为遍植树木的庭院，也是盖佐国王的前宫，再经过一座木门可至內宫，该博物馆的第一展览室即位于内宫议事厅，其中陈列有达荷美历代君主的礼服、轿子、祭器、拖鞋等用品，展览室外墙上则绘有反映达荷美王国历史进程的百幅彩色泥塑，庭院內还有第二展览室，陈列着历代君王使用的硬木御椅，还陈列着旌旗、手镯、戒指及项链等饰品，庭院北侧还有一座国王祭祀祖先的神庙，而格莱莱的内宫、陵寝则在盖佐內宫的南侧，殿内有第三展览室，陈列着各式兵器，附近还陈列着从葡萄牙购置的大炮，格莱莱的前宫则是一个工匠村，一些工匠在此制作铜器、织物。

## 保護措施
除了现存建筑的盖佐、格莱莱王宫外，貝南政府还计划修复貝漢津、阿戈利-阿博、阿卡巴诸王的宫殿，並建立一座符合国际标准的达荷美国王與娘子军博物馆（Musée des Rois et des Amazones du Danxomè），推动该国旅游业的发展，提升阿波美市的观光品质。